# Sumidero invertido selectivo
El Sumidero Invertido Selectivo (SIS) es un dispositivo mecánico que se utiliza para combatir las heladas y controlar la propagación de olores, polvo y nieblas. Fue inventado en 1991 por Rafael Guarga, ingeniero uruguayo, ex rector de la Universidad de la República del Uruguay que hoy se aplica, con alguno de esos propósitos, en una decena y media de países.
Se trata de un dispositivo, de aspecto semejante a una chimenea de muy baja altura respecto a su diámetro, que actúa, en general, en condiciones de estratificación de la atmósfera. Para el control de las heladas se instala en los campos de cultivo y es capaz de realizar la extracción selectiva del aire frío acumulado en las plantaciones, causante del daño por helada. El equipo impulsa hacia arriba el aire frío, fuera de la plantación, logrando incrementos sustantivos de la temperatura en el área a proteger pues, como es sabido, cuando la atmósfera se estratifica, las capas más frías de aire, por su mayor densidad, se ubican más cerca del suelo.
En condiciones de cielo nocturno despejado, ausencia de brisa y de niebla, el suelo se enfría por radiación, enfriando a su vez a las capas más bajas de la atmósfera. De esta forma, se forma una atmósfera estratificada, con capas de aire de diferente densidad y temperatura. El Sumidero Invertido Selectivo extrae el aire frío y lo lanza fuera de la zona de cultivo empleando potencia mecánica. Esto da lugar a aumento de temperatura y disminución de los tiempos de exposición del cultivo al frío, lo cual permite controlar los efectos de las heladas. La tecnología de control de heladas que se implementa mediante los dispositivos SIS se basa en el estudio y la integración de principios científicos de meteorología, aerodinámica, termodinámica, mecánica de los fluidos y, en el caso del control de heladas, de fisiología vegetal.
Si bien existen otras tecnologías desarrolladas con el mismo fin, éstas suelen ser más costosas y afectar negativamente el medio ambiente.
En 1995 el Sumidero Invertido Selectivo recibió el premio Génesis que concede el Ministerio de Industria, Energía y Minería de Uruguay a la mejor patente del año. Entre los considerandos se manifestaba la originalidad y la sólida sencillez de la solución. En 1998, al sumidero invertido selectivo se le concedió el Premio Rolex a la Iniciativa en la categoría tecnología e innovación y en 2004 recibió el importante premio Techaward en California (auspiciado entre otros por la Universidad de las Naciones Unidas).
En la actualidad hay el equivalente a más de 2.000 Sumideros Invertidos Selectivos instalados en distintos cultivos, tales como viñedos en California (Valle de Napa, Sonoma, Paso Robles, etc.), Nueva Zelanda, Chile, Uruguay y Australia y frutales en España, Inglaterra, Canadá, Chile, Sudáfrica, Bolivia y Argentina entre otros.
En 2010 la compañía estatal de agua y saneamiento de Uruguay, OSE, ha instalado Sumideros Invertidos Selectivos para eliminar los malos olores generados por una de las plantas de tratamiento de líquidos residuales de la ciudad de Punta del Este; en 2013 la Intendencia de Montevideo, con igual propósito los ha instalado en la ciudad de Montevideo y en 2014 se instaló en las cercanías de la ciudad de San José (Uruguay) la primera instalación para el control de nieblas de radiación.